# Cerastis leucographa
Cerastis leucographa là một loài bướm đêm thuộc họ Noctuidae. Nó được tìm thấy ở hầu hết châu Âu, phía đông đến Nga, qua châu Á tới Nhật Bản.

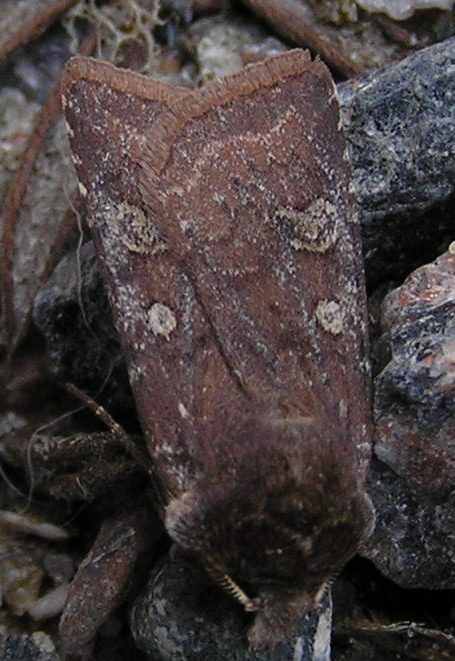

Sải cánh dài 35–39 mm. Con trưởng thành bay từ tháng 3 đến tháng 6 tùy theo địa điểm.
Ấu trùng ăn các loài Vaccinium myrtillus, Prunus spinosa và Salix, Rumex, Rhinanthus và Galium.

## Hình ảnh

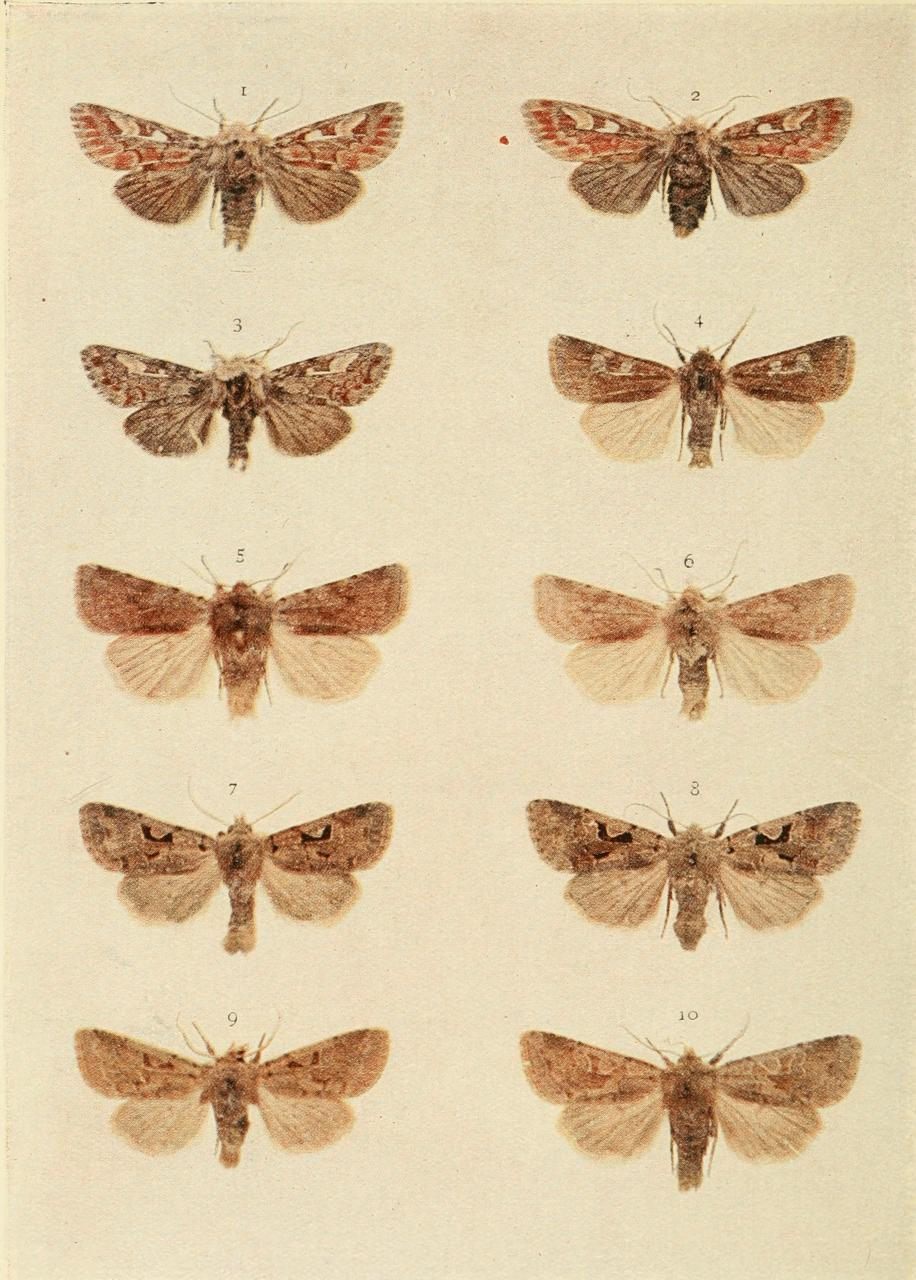